# Agrigentum

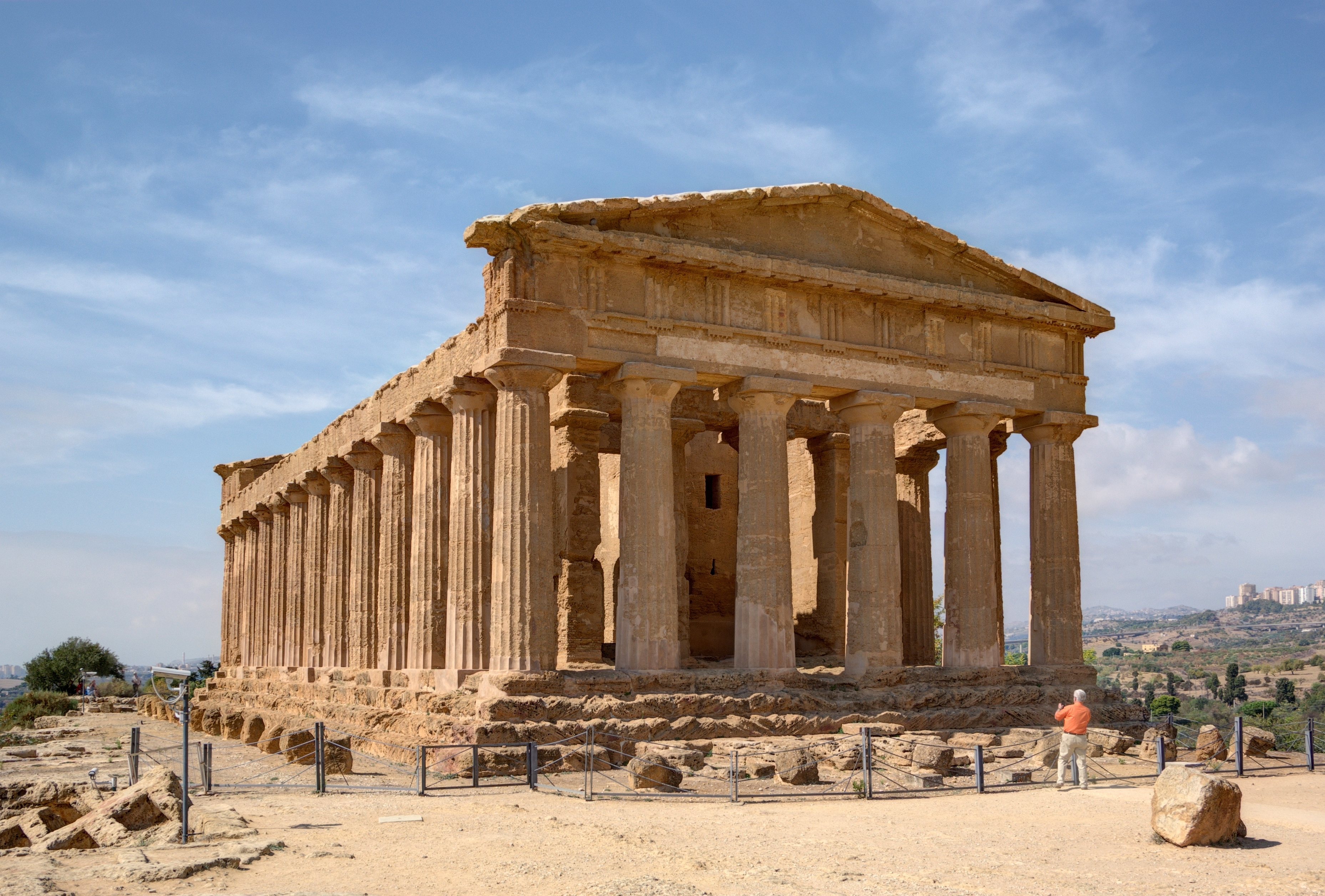
Concordiatemplet

Agrigentum är en antik grekisk stad på ön Sicilien, staden är även känd vid namnen Agrigento, Acragas eller Akragas. Staden byggdes på en klippa vid sydkusten på Sicilien, omgiven av två floder (Hypsas och Akragas). Denna position betydde att staden var lätt att försvara vid krig. Det kvarvarande av den antika staden, såsom Concordia-templet, Zeus tempel (eller Olympaeon), Herakles tempel och "Juno Lacinia", är alla daterade till femte århundradet f.Kr. Särskilt concordia-templet är ett av de finaste exemplen på grekisk klassicism.